# جيمس ووكر هود
جيمس ووكر هود (بالإنجليزية: James Walker Hood)‏ هو مناهض العبودية ‏ وكاهن أمريكي، ولد في 30 مايو 1831 في Kennett Township, Pennsylvania ‏ في الولايات المتحدة، وتوفي في 30 أكتوبر 1918 في فاييتفيل في الولايات المتحدة.